# Я спросил у ясеня
«Я спросил у ясеня» — песня композитора Микаэла Таривердиева на слова Владимира Киршона. Получила известность благодаря художественному фильму режиссёра Эльдара Рязанова «Ирония судьбы, или С лёгким паром!», в котором она была исполнена Сергеем Никитиным.

## История

### Создание
Я спросил у ясеня: «Где моя любимая?» —

Ясень не ответил мне, качая головой.

Я спросил у тополя: «Где моя любимая?» —

Тополь забросал меня осеннею листвой.

<…>

Друг ты мой единственный, где моя любимая?

Ты скажи, где скрылась, знаешь, где она?

Друг ответил преданный, друг ответил искренний:

«Была тебе любимая, была тебе любимая,

Была тебе любимая, а стала мне жена!»
Советский писатель, публицист, драматург и поэт Владимир Киршон (1902—1938) в 1930-е годы считался одним из главных идеологов Российской ассоциации пролетарских писателей (РАПП). Пьесы Киршона ставились в ведущих театрах СССР, причём как в Москве (МХАТ, театр имени МГСПС, позднее переименованный в театр имени Моссовета, театр имени Е. Б. Вахтангова), так и в Ленинграде (БДТ). Постановки пьес Киршона имели успех, в частности, Владимир Немирович-Данченко в «Рабочей газете» от 25 марта 1928 года отзывался о постановке пьесы Киршона «Рельсы гудят» следующим образом: «Все исполнители этого спектакля живые, настоящие люди. „Рельсы гудят“ — пьеса жизнерадостная, а сейчас нужны именно такие жизнерадостные и бодрые пьесы».
В некоторые из своих пьес Киршон включал стихотворения, в частности, в его комедию «Большой день», которая ставилась в театре имени Вахтангова, была включена песня «Я спросил у ясеня»; музыку для произведения написал композитор Тихон Хренников. Ноты данной песни не сохранились, однако сам Хренников позднее вспоминал, что композиция изначально делала песню иронической.
В годы Большого террора Киршон был арестован и по обвинению в участии в контрреволюционной организации приговорён к смертной казни, которую привели в исполнение 28 июля 1938 года. Реабилитирован в 1955 году.

### В «Иронии судьбы»
В советском художественном фильме «Ирония судьбы, или С лёгким паром!», режиссёром которого выступил Эльдар Рязанов, песня «Я спросил у ясеня» была исполнена музыкантом Сергеем Никитиным. Музыку к стихам Киршона написал Микаэл Таривердиев.
Доктор филологических наук, профессор Ю. В. Доманский указывает, что в «Иронии судьбы» бо́льшая часть песни сопровождает прогулку главной героини по Ленинграду утром 1 января. «…в хмурой дымке сменяют друг друга Исаакий, Александринский театр, набережная за Петропавловкой… И лишь под самый конец камера переносится в квартиру Нади — тогда выясняется, что песню пел Женя Лукашин, а слушала его из-за двери пришедшая под утро Надина мама. Представляется, что песня „Я спросил у ясеня“ и текстом, и спокойной мелодией реализует традиционно печальное состояние, какое бывает утром первого января: праздник кончился, ожидание чуда, которым человек жил несколько предшествующих Новому году дней, завершилось тем, что чуда так и не случилось», — отмечает он. По мнению исследователя, песня в фильме реализует одну из самых главных его тем — тему одиночества, что подтверждается не только текстом, но и видеорядом, сопровождающим текст («одинокая Надя ходит по пустому городу»).

## Анализ
Как отмечает кандидат филологических наук, доцент С. Ю. Вознесенская, персонификацию дерева в образе собеседника может считаться прецедентным мотивом во многих культурах, включая русскую. Исследовательница приводит в пример песню «Я спросил у ясеня»: «Обращение предполагает общение, отклик собеседника, но дерево может выступить в роли молчаливого слушателя: Я спросил у ясеня: „Где моя любимая?“ — / Ясень не ответил мне, качая головой». «Обычно персонаж художественного текста обращается к дереву, чтобы выговориться», — подчёркивает Вознесенская.